# Mucești-Dănulești, Buzău
Mucești-Dănulești este un sat în comuna Buda din județul Buzău, Muntenia, România.